# Saturiertheit
Das Wort Saturiertheit (von  lateinisch saturare (‚sättigen‘)) bezeichnete einen Zustand bürgerlicher Zufriedenheit, zum einen neutral im Sinne von „befriedigt, ohne weitere Ansprüche“, zum anderen pejorativ „übersättigt, ohne geistige Ansprüche“.
In der deutschen Politikgeschichte des ausgehenden 19. Jahrhunderts bezeichnete Saturiertheit das Bild, das Otto von Bismarck im Ausland von Deutschland unmittelbar nach der Reichsgründung zeichnen wollte. Er wollte zum Ausdruck bringen, dass das Reich ein mit dem Status quo zufriedener und kein aggressiver gebietshungriger Staat sei, und damit die Expansionsängste bei den europäischen Großmächten Großbritannien und Russland zerstreuen. Die französischen Revisionsbemühungen, besonders auch nach Rückgewinnung des verlorenen Elsaß-Lothringens nach dem Deutsch-Französischen Krieg von 1870/71, sollten so in ihren Aussichten auf Bündnispartner geschwächt werden.